# Astaroth

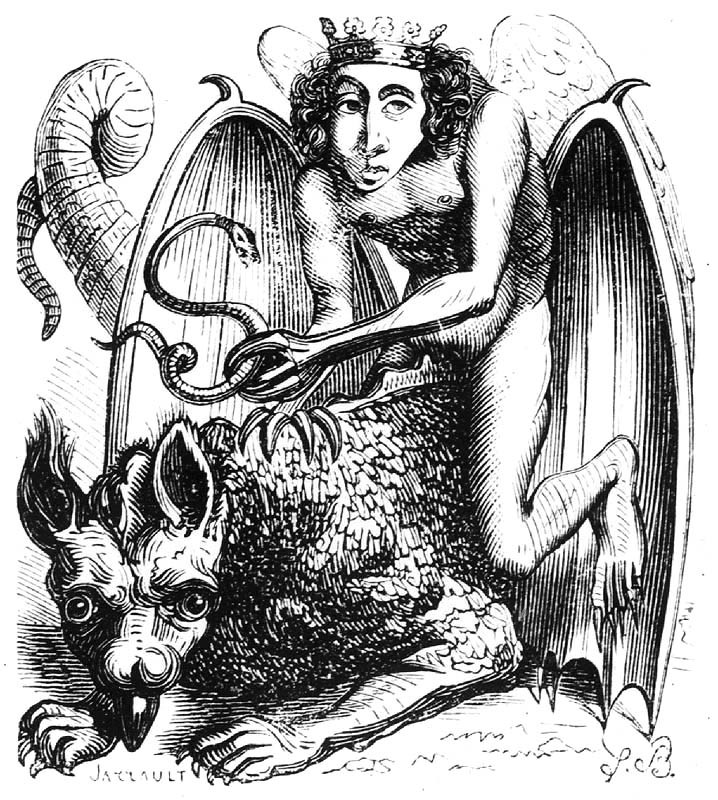
Astarot według Słownika wiedzy tajemnej Collina de Plancy'ego, 1863.

Pieczęć Astarota według Goecji Crowleya i Mathersa.

Astaroth – w tradycji okultystycznej dwudziesty dziewiąty duch Goecji. Demon znany również pod imionami Ashtaroth, Astarot i Asteroth. By go przywołać i podporządkować, potrzebna jest jego pieczęć, która według Goecji powinna być zrobiona z  miedzi oraz Dysk Salomona (magiczny pierścień), który w tym przypadku powinien być zrobiony ze srebra i musi bezustannie dotykać twarzy maga, by ochronić go przed śmierdzącym oddechem demona. Najlepszym dniem na jego przywołanie jest środa, między godziną dziesiątą a jedenastą w nocy.
Czczony był przez Filistynów i mieszkańców Sydonu. Jego biblijnym pierwowzorem była Astarte – fenicka bogini pożądania, zmysłowości i wojny, odpowiednik babilońskiej Isztar. Wymieniany jest wśród siedmiu książąt piekieł, którzy odwiedzili Fausta.
Wierzy się, że udziela odpowiedzi na pytania dotyczące przeszłości, teraźniejszości i przyszłości, potrafi odkryć każdą tajemnicę. Gdy dostanie rozkaz, opowiada o upadku swoim (twierdzi, że został niesłusznie ukarany) jak i innych aniołów oraz o grzechu i stworzeniu świata. Uczy wszystkich nauk wyzwolonych, zapewnia przychylność wielkich panów.
Przedstawiany jest jako szpetny anioł z podwójnymi smoczymi skrzydłami (ręce i stopy), z koroną na głowie, trzymający żmiję w jednej ręce i dosiadający wilka, psa lub bestię piekielną przypominającą smoka, a według angielskiej tradycji jako wąż o barwnym, ceglastoczerwonym ogonie, dwóch żółtych, silnych i krótkich nogach, biało-żółtawym brzuchu, rudobrązowej szyi i ostrym kolcu podobnym do kolca jeża.